# Friedrich III. von Hertingshausen
Friedrich III. von Hertingshausen († 1422) war ein hessischer Ritter.
Friedrich, aus dem nordhessischen Geschlecht derer von Hertingshausen, war Mitglied sowohl des 1385 gegründeten Ritterbunds der Falken als auch des 1391 als Nachfolgebund gegründeten Ritterbunds der Bengler. Er wurde vor allem dadurch bekannt, dass er im Jahre 1400, gemeinsam mit dem Grafen Heinrich VII. von Waldeck und dem Ritter Kunzmann von Falkenberg und anderen, den vom Mainzer Erzbischof Johann II. unerwünschten Kandidaten für die deutsche Königskrone, Herzog Friedrich von Braunschweig-Lüneburg, erschlug. Herzog Friedrich war auf dem Fürstentag von Frankfurt Ende Mai 1400 als Gegenkönig zu Wenzel von Luxemburg vorgeschlagen worden. Da Erzbischof Johann II. lieber seinen eigenen Kandidaten Ruprecht von der Pfalz auf dem Thron sehen wollte, reisten alle Parteien in Unfrieden ab. Herzog Friedrich wurde auf seiner Heimreise am 5. Juni 1400 bei Fritzlar, in der Nähe des heutigen Dorfes Kleinenglis, von Heinrich von Waldeck und dessen Kumpanen überfallen und im Gefecht erschlagen. An der Mordstelle steht seit dem 15. Jahrhundert das in Sandstein ausgeführte sogenannte Kaiserkreuz von Kleinenglis.
Friedrich von Hertingshausen wird manchmal mit Hertingshausen im Wohratal in Verbindung gebracht, denn er kämpfte bekanntermaßen einige Male in dieser Gegend für Sold. Er ist jedoch wohl eher dem Dorf Hertingshausen bei Kassel, heute Teil der Stadt Baunatal, zuzuordnen. Weniger wahrscheinlich, aber nicht auszuschließen, ist eine Verbindung mit der heutigen Wüstung Hertingshausen bei Züschen im Schwalm-Eder-Kreis.